# FC Andorra
Futbol Club Andorra este un club de fotbal din Andorra la Vella (Andorra), fondat în 1942. Echipa evoluează în Segunda División.

## Istoric
Este unul dintre primele cluburi fondate în Andorra și are o tradiție mare. Cum în Andorra fotbalul nu este foarte dezvoltat, nici jucătorii nu sunt foarte cunoscuți, însă putem aminti câțiva jucători din naționala Andorrei: Joan Toscano, Sebastian Gomez, Josep Ayala, Marc Pujol. Echipa este una nouă, astfel că nu deține momentan niciun titlu de campioană.

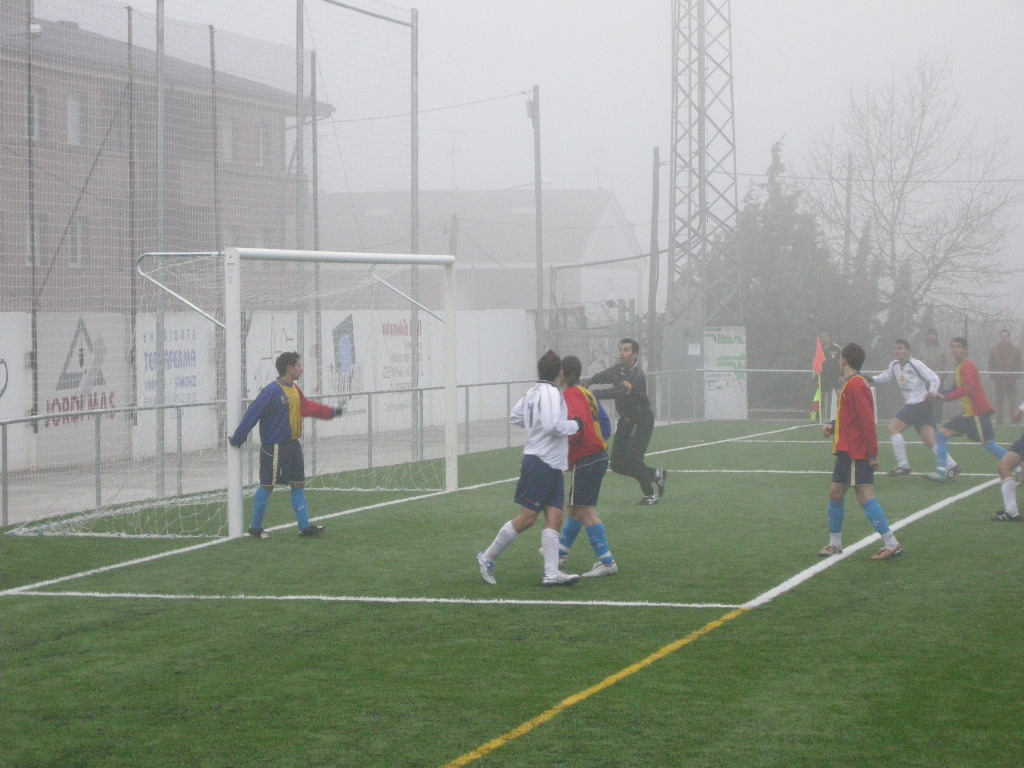
Echipa FC Andorra într-un meci

## Palmares
- Copa del Rey
  - Optimi de finală: 1995-96
- Copa Catalunya
  - Câștigător (1): 1993-94

## Sezoanele FC Andorra
- 17 sezoane în Segunda División B
- 6 sezoane în Tercera División